# HIT IN THE USA
『HIT IN THE USA』（ヒット イン ザ ユー・エス・エー）は、日本のロックバンド、BEAT CRUSADERSのシングル。2004年10月20日、デフスターレコーズよりリリース。

## 概要
メジャー1枚目のシングル。バンドとしては通算6枚目のシングルである。
本曲はヒダカトオルが音楽監督を務めるアニメ『BECK』のオープニングテーマとなった。これがきっかけでバンドはブレイク、本作品もヒットした。
本作品は発売当時、レコード会社（ソニー・ミュージック）の方針でレーベルゲートCD2 (CCCD) での発売となった。現在ではCCCDは廃止され、それに伴って普通のCD-DA盤に差し替えられている。
初回生産分には"BECK×BECR コラボレーションステッカー"が封入された。

## 収録曲
1. HIT IN THE USA (2:56)
  - テレビ東京系アニメ『BECK』オープニングテーマ。
  - メジャー1枚目のアルバム『P.O.A. -POP ON ARRIVAL-』収録。
  - サビの部分の歌詞は「アメリカで売れるために生まれた」と「アメリカをぶっ叩くために生まれた」のダブル・ミーニングである。
2. SUPERCOLLIDER (3:01)
3. B.A.D. (3:43)
  - ヒダカトオル・カトウタロウのツインボーカル曲。カトウのボーカル曲が収録されたのはこの曲が初である。

全作詞：ヒダカトオル　作曲・編曲：BEAT CRUSADERS